# Arrondissement de Beaupreau
L'arrondissement de Beaupréau est une ancienne subdivision administrative française du département de Maine-et-Loire créée le 17 février 1800. 
Initialement orthographié « Beaupreau », la sous-préfecture fut déplacée en 1857 à Cholet.

## Composition
Il comprenait les cantons de Beaupréau, Champtoceaux, Chemillé, Cholet, Montfaucon, Montrevault et Saint-Florent-le-Vieil.